# Marmosops parvidens
La chuchita mantequera esbelta (Marmosops parvidens) es un pequeño marsupial sin bolsa de la familia Didelphidae propio del noreste de América del Sur. Durante muchos años se pensó que Marmosops pinheiroi, Marmosops bishopi y Marmosops juninensis correspondían a la misma especie, hasta que se descubrió en la Guyana Francesa que parvidens y pinheiroi habitaban en simpatria. 

## Distribución y hábitat
Se lo encuentra en la Guayana Francesa, Guyana, Surinam, y zonas adyacentes en Venezuela y Brasil.  La especie habita en zonas de bosques húmedos primarios tropicales  hasta alturas de 2000 m. Es un animal nocturno y parcialmente arbóreo, se alimenta de insectos y frutos.